# Ebeltoft

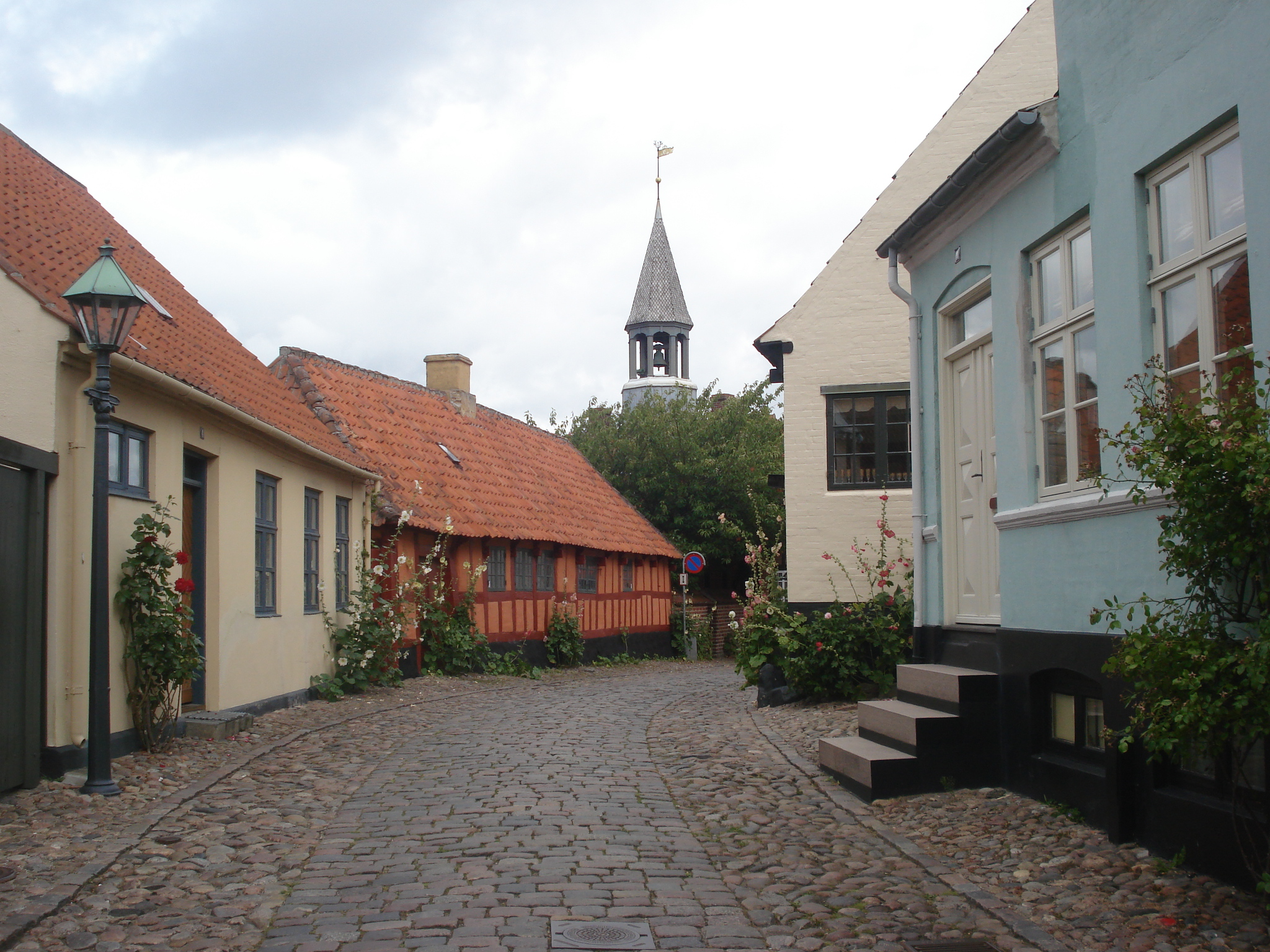
Ebeltoft

Ebeltoft est une ville portuaire danoise située sur la côte est du Jutland , avec une population de 7 289 habitants. 

## Situation
Ebeltoft est située dans la municipalité de Syddjurs, dans la région de Midtjylland, sur la grande péninsule de Djursland, dans le Jutland. Elle fait partie du grand parc national de Mols Bjerge qui a été inauguré en 2009.
La ville a un centre ville ancien avec ses rues pavées et ses maisons à colombages vieilles de plusieurs siècles. Les plans de conservation de cet environnement particulier ont été lancés dans les années 1960 par le conseil municipal et le Musée national du Danemark[réf. souhaitée]. Ebeltoft abrite plusieurs institutions notables telles que Glasmuseet Ebeltoft[réf. souhaitée], l'un des premiers musées du verre au monde, et l'European Film College, qui propose des cours de courte et de longue durée sur la réalisation de films, en particulier pour les jeunes[réf. souhaitée].
On peut y visiter aussi la frégate Jylland qui a participé à la bataille de Heligoland en 1864.

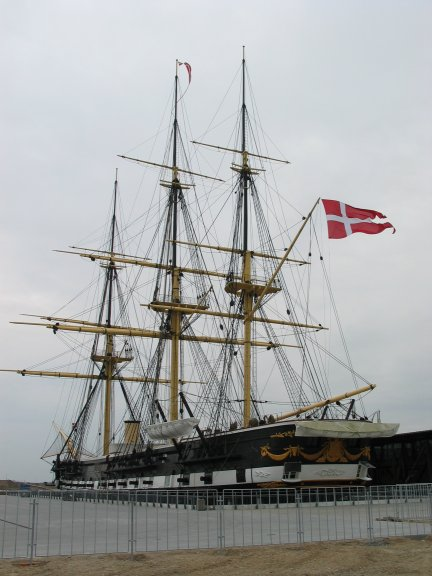
La frégate Jylland

## Économie
Ebeltoft et la campagne environnante sont l'un des centres touristiques du Danemark, avec de nombreuses maisons de vacances et locations, un port de plaisance, un terrain de golf et de nombreuses plages adaptées aux enfants. Malgré sa taille relativement petite, Ebeltoft est très animée, surtout en été. Un grand nombre de personnes travaillent dans la ville d'Aarhus, qui n'est qu'à 50 km par la route. L'aéroport d'Aarhus se trouve à 15 km de route au nord.
La ville offre de moins en moins de possibilités d'emploi. Plusieurs grandes entreprises qui employaient une main-d'œuvre non qualifiée ont fermé leurs portes[réf. souhaitée] ; les métiers traditionnels, tels que la pêche et l'agriculture, diminuent rapidement ; et la ligne de ferry[réf. souhaitée], Mols-linien, a déplacé un grand nombre de ses employés vers le port de ferry d'Aarhus. Cependant, la ville a des artisans, tels que les verriers, les potiers, les peintres et les créateurs de bijoux[réf. souhaitée].